# Ralf Grabsch
Ralf Grabsch (ur. 7 kwietnia 1973 w Wittenberdze) – niemiecki kolarz szosowy, brązowy medalista szosowych mistrzostw świata.

## Kariera
Największy sukces w karierze Ralf Grabsch osiągnął w 1994 roku, kiedy wspólnie z Uwe Peschelem, Michaelem Richem i Janem Schaffrathem zdobył brązowy medal w drużynowej jeździe na czas na mistrzostwach świata w Agrigento. Był to jednak jedyny medal wywalczony przez niego na międzynarodowej imprezie tej rangi. Ponadto w 1996 roku wygrał Hessen Rundfahrt, w 1999 roku Ster der Beloften, Rund um den Magdeburger Dom w 2006 roku oraz Rund um die Wittenberger Altstadt w 2007 roku. Trzykrotnie startował w Tour de France, najlepszy wynik osiągając w 2006 roku, kiedy zajął 101. miejsce w klasyfikacji generalnej. Zajął też 87. miejsce w Vuelta a España w 1999 roku oraz 111. pozycję w Giro d'Italia. Nigdy nie wystąpił na igrzyskach olimpijskich. W 2008 roku zakończył karierę.